# Mnichowa Galeria

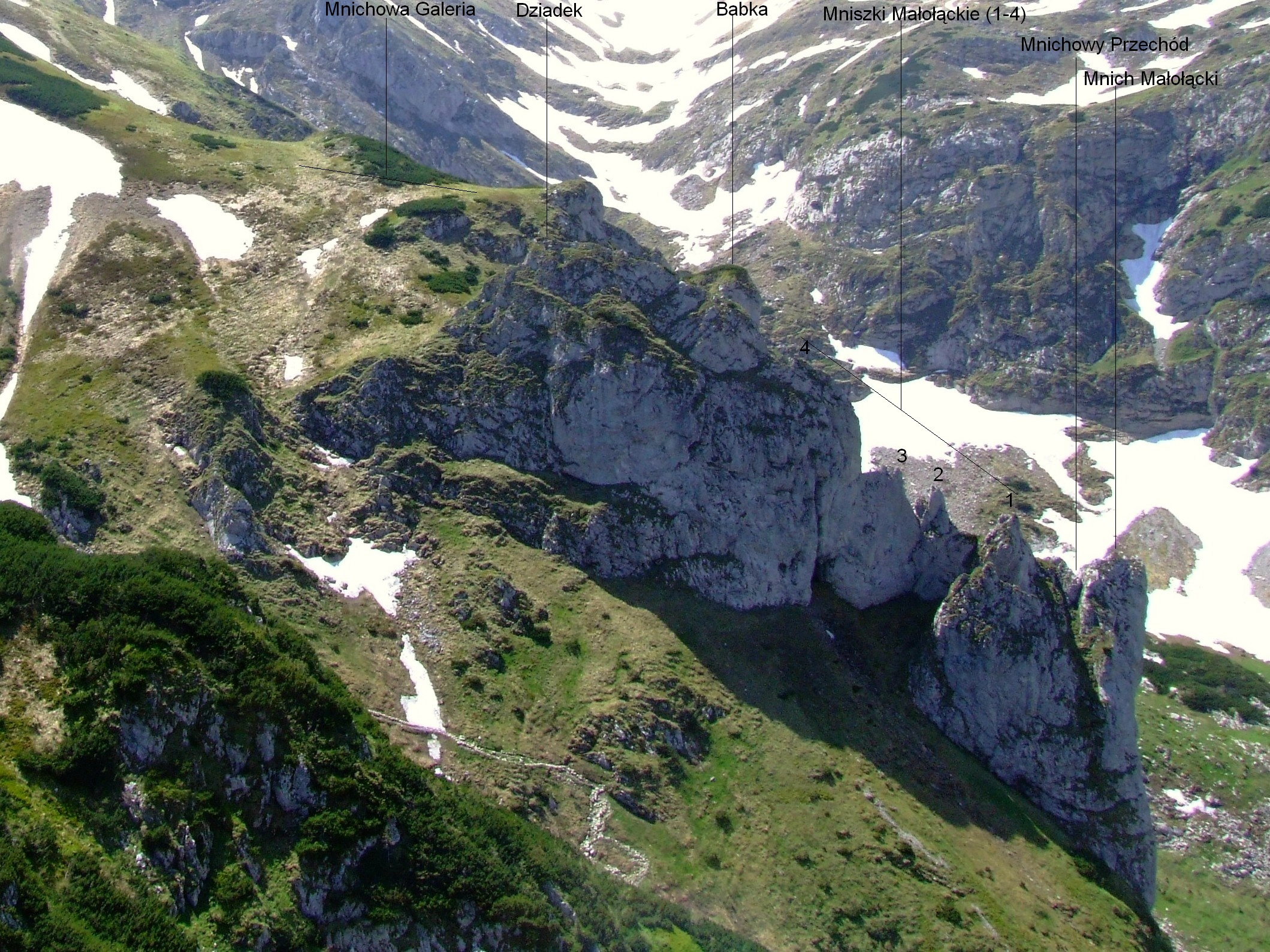
Widok z masywu Giewontu

Mnichowa Galeria – położony na wysokości około 1670 m taras w Mnichowej Grani w orograficznie prawych zboczach górnej części Doliny Małej Łąki w polskich Tatrach Zachodnich. Znajduje się w dolnej części północnego końca Niżniego Mnichowego Upłazu, w miejscu, gdzie przechodzi on w Mnichowe Turnie.
Na Mnichową Galerię można się bez problemu dostać z każdego punktu wznoszącej się nad nią północnej grani Kopy Kondrackiej, a także ze ścieżki turystycznej prowadzącej z Kondrackiej Przełęczy do Doliny Małej Łąki. Mnichowa Galeria to trawiasta, całkowicie płaska i pozioma rówień zakończona czubkiem wznoszącym się zaledwie kilkadziesiąt centymetrów powyżej trawnika. Ten „szczyt” Mnichowej Galerii jest zarazem najwyższym punktem Mnichowych Turni. Na dwie z nich – na Dziadka i Babkę można się z Mnichowej Galerii dostać bardzo łatwo. Natomiast na zachodnią stronę rówień Mnichowej Galerii obrywa się ścianą o wysokości dochodzącej do 180 m. W ścianie tej wyróżnia się kolejno (z góry na dół): czubek Mnichowej Galerii, Siodło za Babką, Babka.
W Mnichowej Galerii znajdują się wejścia do jaskini Szczelina w Mnichowych Turniach I.